# Būr Khānī
Būr Khānī (persiska: بور خانی) är en ort i Iran.   Den ligger i provinsen Mazandaran, i den norra delen av landet, 140 km öster om huvudstaden Teheran. Būr Khānī ligger 557 meter över havet och antalet invånare är 322.
Terrängen runt Būr Khānī är huvudsakligen kuperad, men söderut är den bergig. Runt Būr Khānī är det ganska glesbefolkat, med 34 invånare per kvadratkilometer. Närmaste större samhälle är Ālāsht, 18,6 km söder om Būr Khānī. I omgivningarna runt Būr Khānī växer i huvudsak blandskog.